# Greta Baars-Jelgersma
Greta Baars-Jelgersma (Enkhuizen, 23 november 1911 – Zeist, 19 mei 2014) was een vertaalster van Noorse, Zweedse en Deense boeken en hoorspelen. Ze was getrouwd met de auteur en dichter Hermanus Dirk Baars (1909-2004), met wie ze ook samenwerkte aan publicaties.

## Leven
Greta Jelgersma werd geboren als dochter van Reinder Jelgersma en Hendrika Heerdt. Ze volgde de vijfjarige HBS in Enkhuizen. Ze leerde haar latere echtgenoot kennen bij de protestantse jeugdorganisatie Sola Fide. Voor haar huwelijk werkte ze bij de Landarbeidersbond en bij de PTT in Bilthoven.
Ze was autodidact op het gebied van de Scandinavische talen en literaturen, en leerde zelfstandig Noors, onder meer tijdens de reizen die ze met haar man naar Scandinavië maakte.

## Werk
Baars-Jelgersma was een van de eerste literair agenten in Nederland en ze richtte als eerste vrouw in Nederland een auteursbureau op, in 1951. Ze vertaalde meer dan honderd werken in het Nederlands. Haar eerste vertaling kwam uit in 1936: de experimentele roman Een vluchteling kruist zijn spoor van de Noorse auteur Aksel Sandemose (1899-1965). Baars-Jelgersma vertaalde werk van onder anderen de Nobelprijswinnaars Knut Hamsun, Selma Lagerlöf, Pär Lagerkvist en Halldór Laxness.